# VI Giochi del Mediterraneo
I VI Giochi del Mediterraneo si sono svolti ad Smirne, (Turchia), dal 6 al 17 ottobre 1971.
All'edizione parteciparono 15 nazioni i cui 1362 atleti gareggiarono in 137 eventi di 18 diverse discipline sportive.

## Nazioni partecipanti
- Algeria (38)
- Rep. Araba Unita (109)
- Francia (50)
- Grecia (159)
- Italia (162)
- Libano (2)
- Libia

```
(36)
```

- Malta (11)
- Marocco (76)
- Spagna (148)
- Siria (108)
- Tunisia (83)
- Turchia (219)
- Jugoslavia (161)

## Risultati
- Atletica leggera (dettagli)
- Calcio (dettagli)
- Ciclismo (dettagli)
- Ginnastica artistica (dettagli)
- Judo (dettagli)
- Lotta (dettagli)
- Nuoto (dettagli)
- Pallacanestro (dettagli)
- Pallanuoto (dettagli)
- Pallavolo (dettagli)
- Pugilato (dettagli)
- Scherma (dettagli)
- Sollevamento pesi (dettagli)
- Tennis (dettagli)
- Tiro (dettagli)
- Tuffi (dettagli)
- Vela (dettagli)